# 김희선 (조선)
김희선(金希善)은 조선 전기의 문신ㆍ의학자(?~1408)이다. 태조 2년(1393)에 전라도 안렴사로 있으면서 각 도에 의학원의 설치를 건의하고 중요한 의학서를 모아 엮었으며, 벼슬은 호조 판서에 이르렀다. 저서에 ≪향약제생집성방(鄕藥濟生集成方)≫ 따위가 있다.

## 같이 보기
- 동의보감
- 향약집성방